# 이그나치 모시치츠키
이그나치 모시치츠키(폴란드어: Ignacy Mościcki, 1867년 12월 1일 ~ 1946년 10월 2일)는 폴란드의 화학자이자 정치인이며 1926년부터 1939년까지 폴란드의 대통령이었다. 그는 폴란드 역사에서 가장 오랫동안 집권한 대통령이었으나, 총리 유제프 피우수트스키의 꼭두각시였다.

## 일생

### 젊은 시절
이그나치 모시치츠키는 1867년 12월 1일 폴란드의 작은 마을인 Mierzanowo에서 태어났다. 바르샤바에서 학교를 졸업한 후 그는 리가 기술대학교에서 화학을 공부했다. 그는 그곳에서 폴란드 좌익 지하조직 프롤레타리아트에 가입했다.
대학교를 졸업하고 그는 바르샤바로 돌아오지만 차르의 비밀경찰에게 위협받고 1892년에 런던으로 이주했다. 1896년에 그는 스위스의 프리부르 대학교에서 조교직을 제안받는다. 그는 그곳에서 질산의 값싼 제조법으로 특허를 냈다.
1912년에 그는 당시 오스트리아-헝가리 제국령이었던 리비우로 가 리비우 기술대학교 물리화학과와 전기화학과의 학과장직을 임명받는다. 1925년 그는 기술대학교의 총장에 선출되었지만 곧 바르샤바로 이주하여 바르샤바 기술대학교에서 그의 연구를 계속했다.

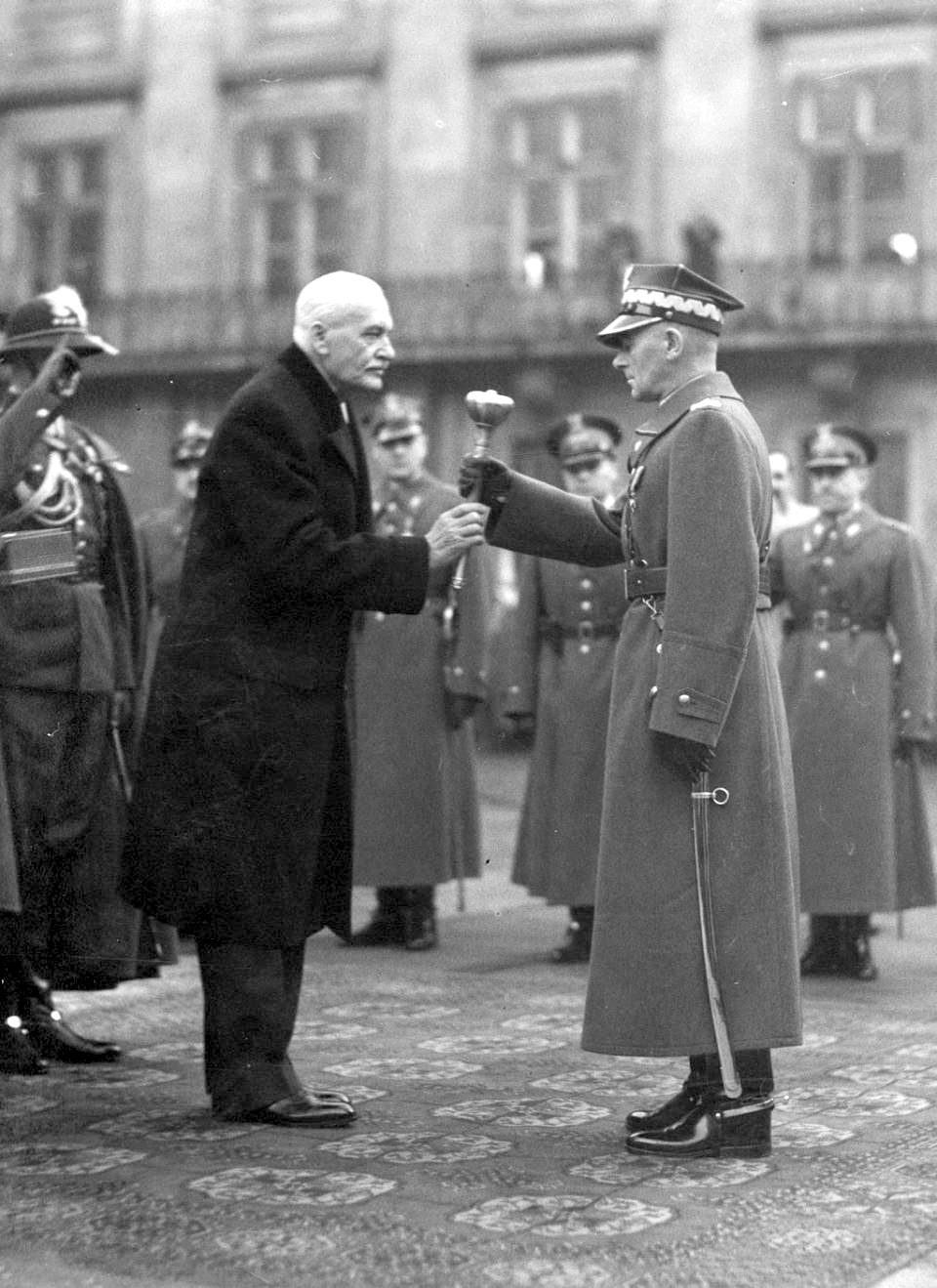
모시치츠키가 에드바르트 리츠 시미그위에게 폴란드의 지휘봉인 불라와를 수여하고 있다.

### 폴란드의 대통령
1926년의 유제프 피우수트스키의 쿠데타 이후 피우수트스키의 추천으로 모시치츠키는 폴란드 의회로부터 폴란드의 대통령으로 선출된다.
대통령으로서 모시치츠키는 피우수트스키에 순종적이었다. 1935년에 피우수트스키가 죽자 그의 추종자들은 모시치츠키, 에드바르트 리츠 시미그위, 그리고 수상 발레리 스와베크의 세 파로 나뉘었다.
스와베크를 권력 투쟁에서 몰아낼 의도로 모시치츠키는 에드바르트 리츠 시미그위와 권력 분담을 했다. 이 결과로 에드바르트 리츠 시미그위는 2차대전 발생 전까지 사실상의 폴란드 지도자가 되었고, 모시치츠키는 대통령으로 남아있게 되었다. 1939년 9월 폴란드 침공 이후 모시치츠키는 루마니아에서 억류되었으며 같은 해 12월 그는 풀려난 후 스위스로 이동해 1946년 10월 2일 제네바에서 죽었다.

## 사진

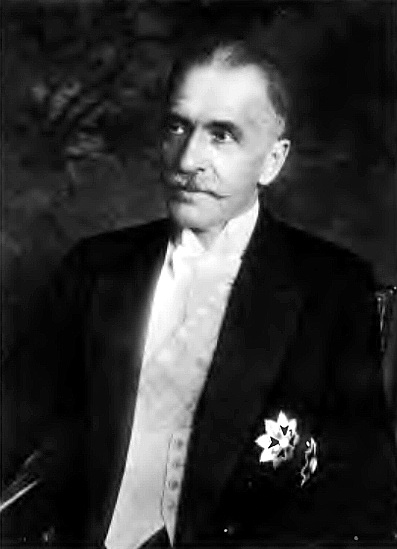
1928년 폴란드 대통령 재임 시절
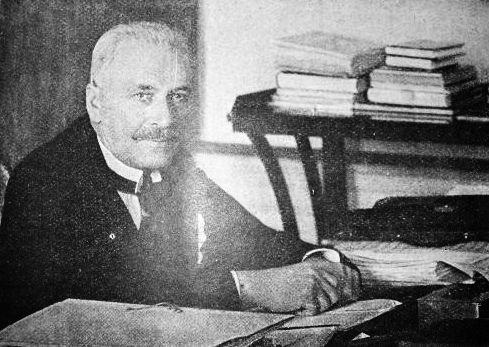
1934년 모시치츠키가 그의 집무실에서
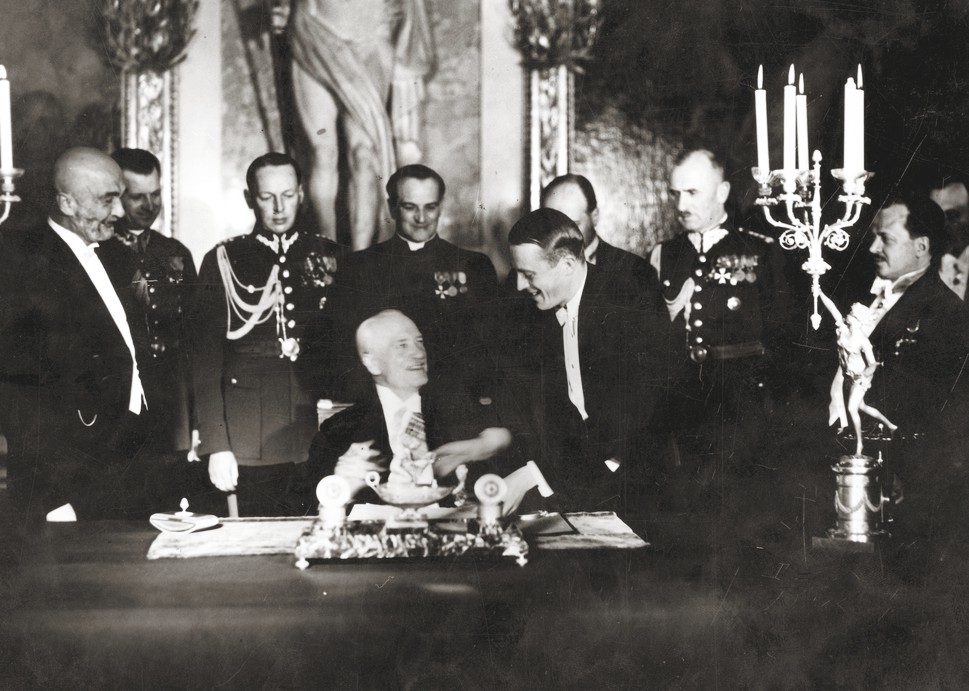
4월 헌법
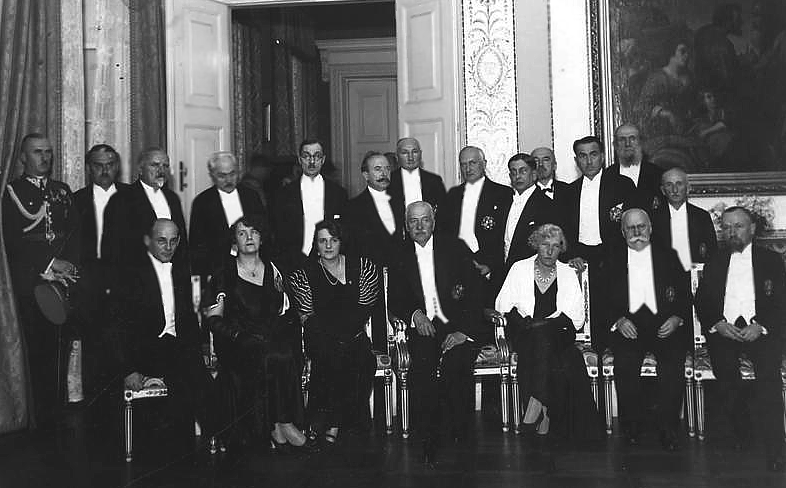
1933년 폴란드 대학 문학과에서

## 같이 보기
- 폴란드 침공